# البروس عباس‌اف
البروس عباس‌اف (ترکی آذربایجانی: Elbrus Osman oğlu Abbasov؛ 1950 – ۱۴ دسامبر ۲۰۲۰) بازیکن فوتبال اهل اتحاد جماهیر شوروی سوسیالیستی بود.
از باشگاه‌هایی که در آن بازی کرده‌است می‌توان به باشگاه فوتبال کپز و باشگاه فوتبال نفتچی باکو اشاره کرد.